# Велика Попданаилова
Велика Попданаилова (изписване до 1945 година: Велика попъ Данаилова) е българска общественичка, дарителка от първата половина на XX век.

## Биография
Велика е родена в 1847 година в царевоселското село Истевник, което тогава е в Османската империя, в заможно и родолюбиво семейство. Омъжва се за Деспот Попиванов Царево село, който по-късно става свещеник под името Данаил. След 1878 година и създаването на Княжество България, се установяват в Кюстендил. След смъртта на поп Данаил и на единствения им син Гавраил, Велика Попданаилова развива широка благотворителна дейност, като дарява църкви, читалища, сиропиталища, трапезарии и други.
През 1928 година Велика Попданаилова дарява 50 000 лева на читалище „Братство“ в Кюстендил. Читалището провъзгласява покойния дружествен член Гавраил Попданаилов, както и неговите родители, за благодетелни членове и учредява фонд „Свещеник Данаил, Велика и Гавраил поп Данаилови“, който издържа един ученик в Кюстендилската смесена гимназия от I до VIII клас. На 1 октомври 1933 година Велика Попданаилова пише до Министерството на народното просвещение с желание дарената сума заедно с лихвите да се прехвърли към Министерството.
Велика Попданаилова умира в Кюстенил в 1935 година. Фондът е основан със заповед на министерството на 5 юни 1936 г. с капитал от 77 369 лева, прехвърлени от „Братство“ в Българската земеделска и кооперативна банка. Фондът предоставя годишно по 2000 лева на читалище „Братство“ в Кюстендил за закупуване на книги и списания за библиотеката му, а останалата сума от лихвите се разделя поравно между първите по успех и добро поведение бедни ученик и ученичка в Кюстендилската смесена гимназия при завършване на последния клас на гимназията.
Към 1 януари 1939 г. капиталът на фонда е 142 586 лева, към 1 януари 1944 г. – 148 537 лева, към 1 януари 1947 г. – 182 000 лева. Фондът е закрит през 1948 г. с вливането на фонд „Завещатели и дарители“ при министерството в държавния бюджет.
Неин внук е българският духовник Тихон Тивериополски.